# Клімкін Павло Анатолійович
Павло́ Анато́лійович Клі́мкін (нар. 25 грудня 1967, Курськ, Російська РФСР, СРСР) — український державний діяч і дипломат російського походження, Надзвичайний і Повноважний посол, з 19 червня 2014 до 29 серпня 2019 року  — Міністр закордонних справ України в першому та другому урядах Арсенія Яценюка й в уряді Володимира Гройсмана.
У 2010—2012 роках працював заступником міністра закордонних справ України, з 2011 року керував апаратом міністерства. Одночасно очолював делегацію України на переговорах про підписання історичної Угоди про асоціацію між Україною та ЄС. 30 березня 2012 року він парафував цю угоду своїм підписом. Після того був призначений послом України в Німеччині, де працював до 2014 року.
Один із спікерів Форуму вільних держав Постросії.
Є членом Правління Міжнародного фонду «Відродження».

## Життєпис

### Перші роки
Народився 25 грудня 1967 у Курську, Російська РФСР, СРСР.
Закінчив школу № 145 міста Києва. У 1991 році закінчив Київське відділення Московського фізико-технічного інституту, де вчився на факультеті аерофізики та космічних досліджень за спеціальністю «фізика та прикладна математика». Після закінчення інституту переїхав в Україну. Першою роботою молодого науковця стала праця у відділі № 10 Інституту електрозварювання ім. Патона НАН України, який досліджував фізико-хімічні процеси у зварювальній дузі. Наступні два роки Клімкін працював науковим співробітником того ж інституту. Однак, вже 15 вересня 1993 року він звільнився за власним бажанням та змінив наукові дослідження на дипломатію.

### Початок дипломатичної кар'єри
Наступні кілька років працював аташе, згодом третім, а потім другим секретарем Департаменту військового контролю та роззброєння Міністерства закордонних справ України. За словами самого Клімкіна, він отримав цю роботу випадково, оскільки у той час планував їхати до Сполучених Штатів Америки писати дисертацію. Його знайомі запропонували спробувати себе у роззброєнні, адже після розпаду СРСР Україна активно розв'язувала проблему роззброєння і в міністерстві потребували людей з технічною освітою. Спочатку пропозиція Клімкіна не дуже вразила, але потім він втягнувся у роботу. У Департаменті роззброєння працював до 1997 року. Його керівником у цей час був майбутній міністр закордонних справ України Костянтин Іванович Грищенко, з ім'ям якого тісно пов'язана наступна кар'єра Клімкіна і чиїм заступником він став згодом.
Свою першу роботу за кордоном Клімкін отримав у березні 1997 року, коли його було відряджено на посаду третього секретаря посольства України у Федеративній Республіці Німеччина. Тоді Грищенко працював вже заступником міністра закордонних справ України. Згодом молодий дипломат став другим секретарем посольства за науково-технічними та політичними питаннями. Тоді у Німеччині, він працював до 2000 року.
Наступні два роки, у 2000—2002 роках, після повернення на Батьківщину він працював першим секретарем та радником з питань ядерної та енергетичної безпеки Департаменту економічного співробітництва МЗС України. А вже 2002 призначено начальником відділу економічного та секторального співробітництва з Європейським Союзом Департаменту європейської інтеграції. Саме тоді розпочалася його робота у сфері поглиблення відносин України та Європейського Союзу, що у майбутньому вивело його на вершину дипломатичної кар'єри.
Майбутній міністр працював на цій посаді два з половиною роки, а у вересні 2004 року поїхав працювати радником-посланником посольства України у Сполученому Королівстві Великої Британії та Північної Ірландії, де працював до березня 2008 року. Там же, у Лондоні, Павло Анатолійович працював також тимчасовим повіреним у справах України. На той час через так званий «Касетний скандал» український дипломатичний корпус був змушений пояснювати своїм іноземним партнерам те, що відбулося в Україні. Тим же самим займався й Клімкін. На той час Грищенко був вже міністром закордонних справ.
З березня 2008 по квітень 2010 року Клімкін працював директором Департаменту ЄС Міністерства закордонних справ України. Тоді Павло Клімкін почав працювати в сфері європейської інтеграції України. Тоді ж почалося просування нового проекту Європейського Союзу — так званого «Східного партнерства», яким Клімкін почав займатися майже відразу, а також і скасуванням візового режиму. Саме цю посаду дипломат обіймав, коли 9 жовтня 2009 року міністерство очолив Петро Порошенко. Майбутній президент, працюючи міністром, неодноразово заохочував Павла Анатолійовича. Так у серпні 2009 року його нагородили Почесною грамотою Кабінету Міністрів України за поданням міністерства, а за три місяці, у грудні того ж року, Порошенко оголосив Клімкіну подяку Міністерства.

### Робота в апараті міністерства
Навесні 2010 року міністр закордонних справ Костянтин Грищенко ініціював масштабну кадрову ротацію в українському дипломатичному корпусі. У процесі цих змін першим заступником Грищенко пропонувалося призначити тодішнього Надзвичайного і повноважного посла України в Сполучених Штатах Америки Олега Шамшура, заступниками ж міністра планувалося призначити Надзвичайного і повноважного посла України у Чеській Республіці Івана Кулебу та Павла Клімкіна.
Згідно з Розпорядженням Кабінету Міністрів України № 950-р від 21 квітня 2010 року, яке підписав Прем'єр-міністр України, Микола Азаров, Павла Клімкіна було призначено заступником міністра закордонних справ Костянтина Грищенка, а вже за рік, 29 квітня 2011 року згідно з указом Президента України № 542/2011, Клімкіна було призначено керівником всього апарату міністерства. У грудні 2010 року Клімкін отримав дипломатичний ранг Надзвичайного та Повноважного Посла. Під час роботи в апараті міністерства закордонних справ Клімкін кілька років очолював делегацію України на переговорах про підписання Угоди про асоціацію між Україною та ЄС. Його попередником на цій посаді був Костянтин Єлісєєв.
На той час Клімкін та очолювана ним делегація вела переговори зі своїми європейськими колегами, метою яких було отримання Україною перспективи членства в Європейському Союзі. 11 листопада 2011 року було завершено переговори щодо договору на рівні переговорних команд, а також перемовини про текст угоди, який стосується політичного діалогу, юстиції та внутрішніх справ, інституційної частини. Вже 30 березня 2012 року саме Павло Клімкін парафував цю угоду своїм підписом.

### Посол

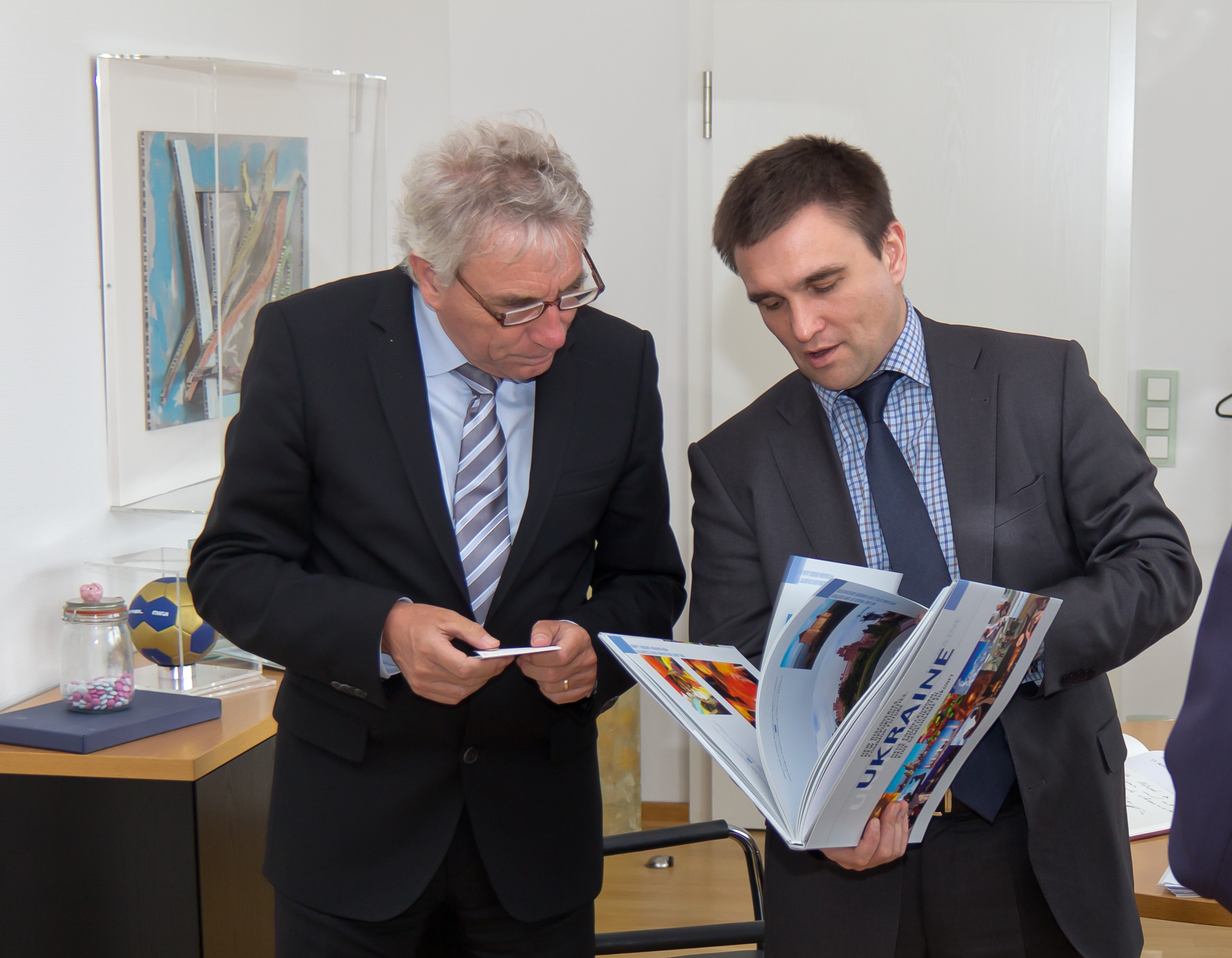
Павло Клімкін та обербургомістр Кельну, Юрґен Ротерс, під час урочистого візиту посла України в ФРН до Кельну, 11 квітня 2013

На посаді заступника міністра працював ще кілька місяців після парафування угоди і 22 червня 2012 року його було звільнено з посади керівника апарату. У той же день, згідно з указом Президента України № 411/2012 від 22 червня 2012 року, Павло Клімкіна було призначено послом України у Німеччині. Попередником Клімкіна на цій посаді була Наталя Зарудна, яка не володіла вільно німецькою мовою, тому призначення Клімкіна, який знав мову, в Німеччині було добре сприйнятливо. Тим більше, що він вже мав досвід роботи в українському представництві у цій країні. На новій посаді Клімкін неодноразово зустрічався не лише з колегами з Федерального міністерства закордонних справ Німеччини, але й з депутатами Бундестаґу ФРН, керівниками його профільних комітетів, а також з представниками засобів масової інформації. За твердженнями деяких журналістів, представляючи Україну в Німеччині, Президентом якої на той час був Віктор Янукович, Клімкін зберігав тверезе мислення та здоровий скептицизм щодо тодішнього глави держави.
Робота у Німеччині припала на час, коли відносини між Україною та Європейським Союзом в цілому та Німеччиною зокрема почали погіршуватися. Не в останню роль у цьому зіграла й так звана «Справа Тимошенко» і різка реакція західноєвропейських країн на неї. За словами колишніх колег Павла Анатолійовича, він, на відміну від колег, ніколи не боявся інформувати своє керівництво про дійсний стан речей, зокрема, про міжнародну реакцію у «питанні Тимошенко».
Відмова від європейської інтеграції України, оголошена другим урядом Миколи Азарова у листопаді 2013 року, поставила під сумнів багатолітню діяльність Павла Клімкіна. Однак, не зважаючи на це, його критики закидають Клімкіну те, що Павло Анатолійович, як і всі інші українські посли, не висловив жодної підтримки Євромайдану, а також не підписував жодних листів і звернень своїх колег дипломатів. Щоправда, у листопаді 2013 року, після тодішньої постанови уряду, український посол в ефірі німецької радіостанції Rundfunk Berlin-Brandenburg висловив розчарування рішенням влади України призупинити євроінтеграцію. Це відбулося саме тієї неділі, коли напередодні Вільнюського саміту в Києві вперше зібралося багатотисячне віче незгодних з позицією влади. На початку Російсько-української війни, 2014 року, Павло Клімкін представляв Україну у складі тристоронньої контактної групи з реалізації мирного плану зі встановлення миру та спокою на Сході України. Окрім представника України на переговорах брав участь посол Росії в Україні Михайло Зурабов і Спеціальний представник Генерального секретаря ОБСЄ Гайді Тальявіні. На посаді посла дипломат пропрацював до 19 червня 2014 року.
Наприкінці весни 2014 року Президентом України було обрано колишнього керівника Павла Клімкіна Петра Порошенка. На той час міністерство закордонних справ тимчасово очолював Андрій Дещиця. За інформацією журналістів, Петро Порошенко при виборі нового керівника цього міністерства спирався на думку трьох експертів із зовнішньої політики — посла України у Британії Володимира Хандогія, представника України при ЄС Костянтина Єлісєєва та посла України в Королівстві Норвегія Юрія Оніщенка. Саме Єлісєєва після перемоги на президентських виборах Порошенка називали найімовірнішим претендентом на посаду глави МЗС. Окрім того, також подейкували, що міністром стане Валерій Чалий, який у часи роботи Порошенка в МЗС був його заступником. Згодом Президент, згідно з Конституцією, подав до парламенту кандидатуру в уряд країни — новим очільником закордонного відомства України Порошенко запропонував обрати саме Павла Клімкіна. Виконувач обов'язків міністра Андрій Дещиця, у свою чергу підтримав подання Президента, оцінивши майбутнього міністра, як ефективного фахівця.

### Робота міністром

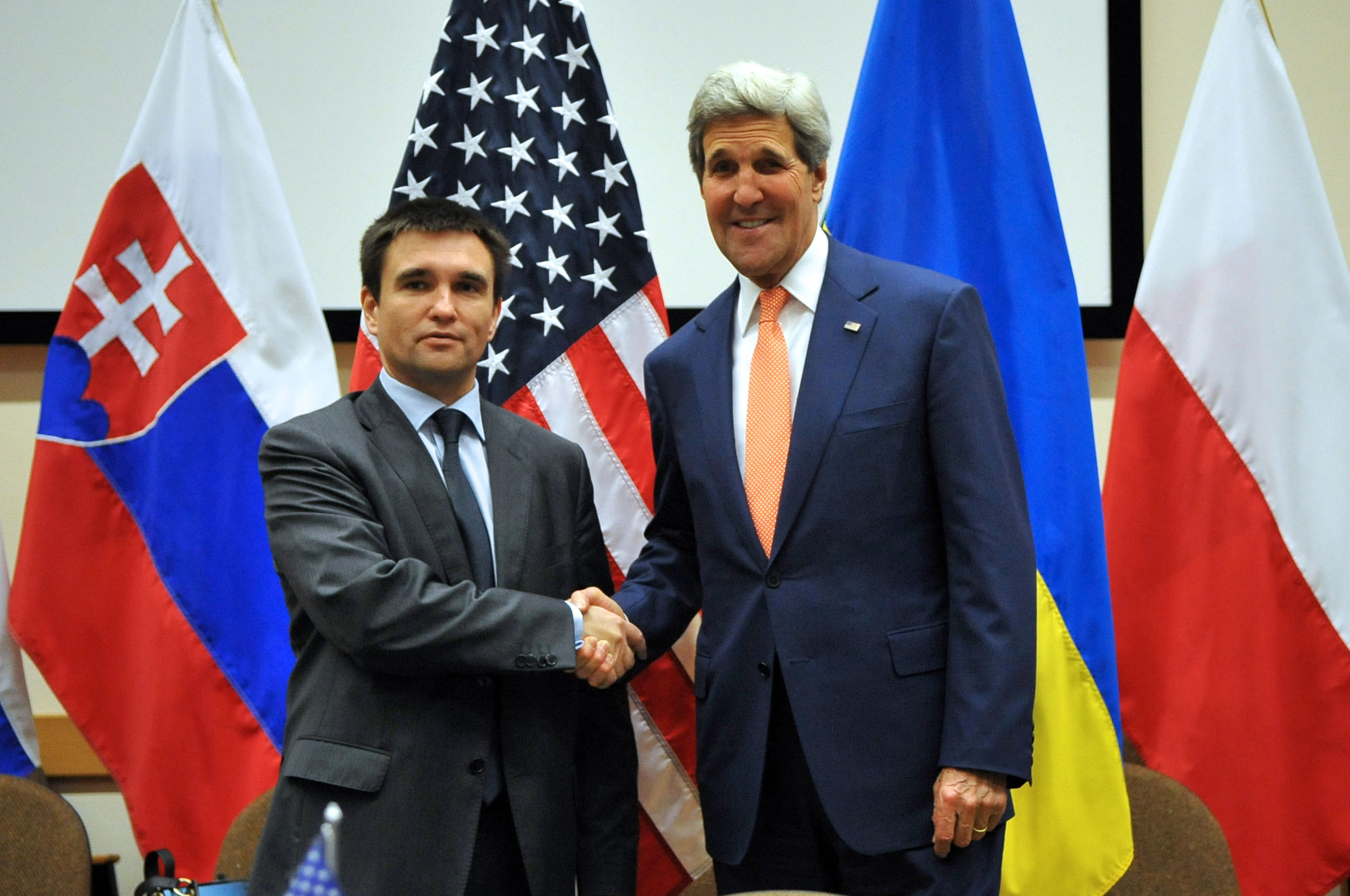
Міністр Клімкін та державний секретар США, Джон Керрі, на початку двосторонньої зустрічі у штаб-квартирі НАТО в Брюсселі, 25 червня 2014 року

Згідно з постановою Верховної Ради України № 1528-VII від 19 червня 2014 року, яку підписав Голова Верховної Ради України Олександр Турчинов, Павла Анатолійовича Клімкіна було призначено на посаду міністра закордонних справ України. Під час голосування за пропозицію Президента призначення Клімкіна підтримали 335 народних депутатів України з 411 зареєстрованих у сесійній залі, при тому, що фракція партії «Свобода» не голосувала з принципових міркувань. Після цього в парламенті новий міністр склав присягу українському народові. У деяких засобах масової інформації зазначалося, що звільнення Андрія Дещиці зі своєї посади напряму пов'язано з інцидентом біля посольства РФ в Україні. Так деякі російські мас-медіа, зокрема «gazeta.ru», зазначали, що саме завдяки цьому інциденту Клімкін очолив міністерство. Однак, інші журналісти, зокрема Сергій Лещенко, говорили про те, що рішення про призначення Клімкіна було ухвалено задовго до подій 14 червня на Повітрофлотському проспекті. У своїй статті, присвяченій першим призначенням нового Президента, Лещенко також висловив думку, що «Павло Клімкін останні роки був обличчям європейської інтеграції України». Призначення Клімкіна на цю посаду було сприйнятливо доволі позитивно серед експертів з міжнародних відносин та політиків. Зокрема, про його кандидатуру добре висловились правознавець і дипломат Олена Зеркаль, колишній генеральний консул України у Стамбулі Богдан Яременко, народні депутати України Григорій Немиря та Леся Оробець. А білоруський журналіст Павло Шеремет в інтерв'ю російському телеканалу «Дождь» зазначив:
|                  | …цікава фігура нового міністра закордонних справ… …призначення Клімкіна призведе до розриву шаблону у багатьох російських політиків, політологів, журналістів і пропагандистів… |
| — Павло Шеремет, | |

Призначення Клімкіна на посаду міністра припало на час одного з найбільших викликів українській дипломатії. На час російсько-української війни від міністерства закордонних справ та усіх українських дипломатів вимагалася реформа українського дипломатичного корпусу. Зокрема, за твердженням Богдана Яременка, міністерство було розбалансоване з часів президентства Віктора Ющенка та Віктора Януковича, також він зазначив, що відомство не фінансувалося в достатній мірі вже кілька років. Окрім того, однією з найважливіших задач нового міністра було відновлення діалогу з Росією задля припинення російсько-української війни. Своє перше програмне інтерв'ю на посаді міністра Павло Клімкін дав журналісту Громадського телебачення Мустафі Найєму 20 липня 2014 року одразу після збиття Boeing 777 біля Донецька російськими терористами. Згодом Павло Клімкін також дав інтерв'ю російському телеканалу РБК, яке було знято з трансляції редакцією каналу. До ефіру РБК пустив лише невелику частину запису — ту, що стосувалася газових переговорів між Росією й Україною. У той же час міністерство закордонних справ заявило, що інтерв'ю було піддано редакцією цензурі. Зокрема, було вирізано частину ефіру, де міністр розповідав про європейський вибір України, анексію Криму, а також про те, що агресія Росії збільшує рівень підтримка НАТО тощо.

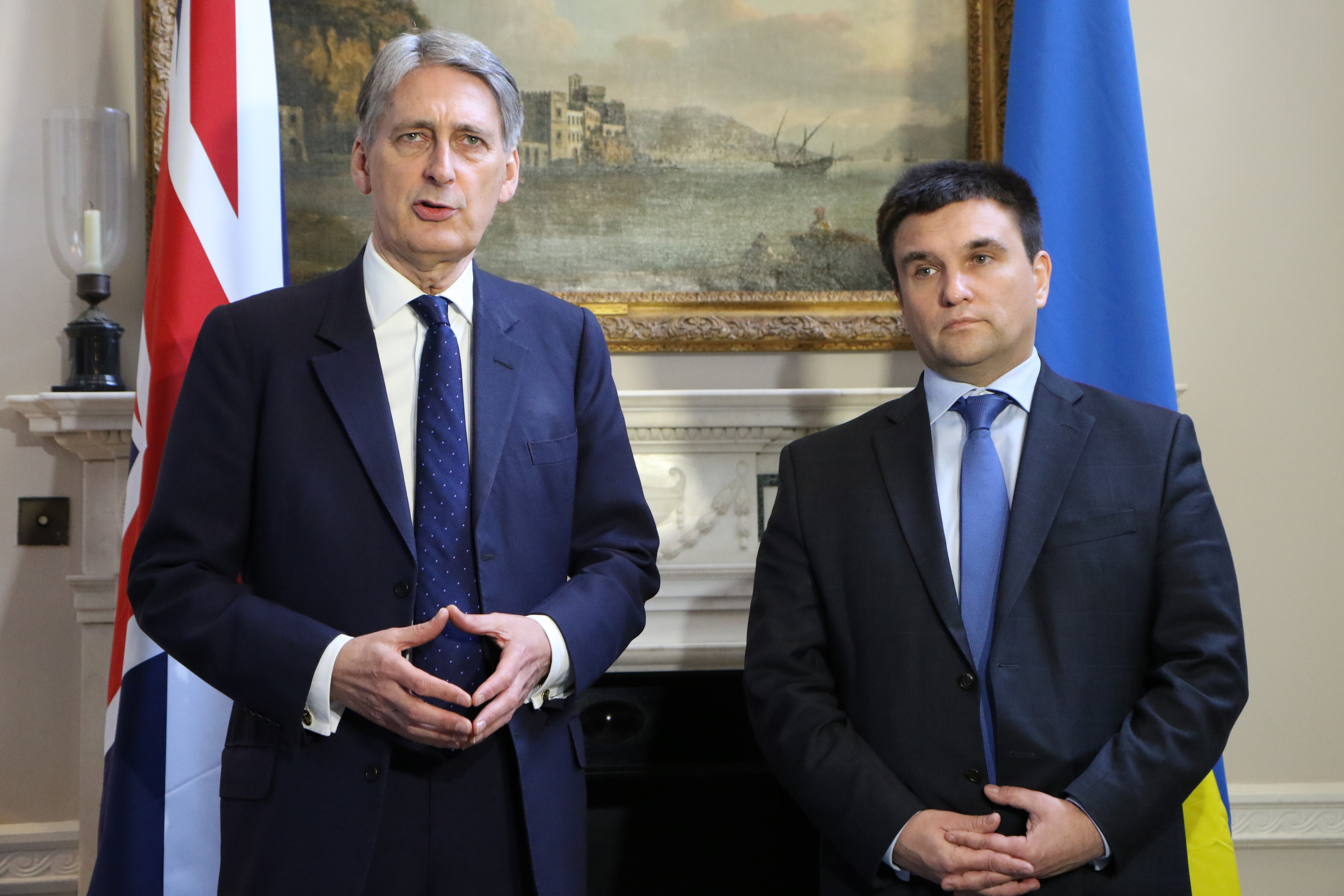
Павло Клімкін та міністр закордонних справ Великої Британії, Філіп Геммонд у Лондоні, 11 лютого 2016 року

Після проведення позачергових парламентських виборів 2014 року на першому засіданні Верховної Ради VIII скликання, у четвер 27 листопада перший уряд Арсенія Яценюка пішов у відставку. 2 грудня за кандидатуру Клімкіна на посаду міністра закордонних справ проголосував 351 депутат з 388-ми, зареєстрованих у залі засідань.
14 квітня 2016 року після призначення прем'єр-міністром України Володимира Гройсмана він подав на розгляд народних депутатів новий склад українського уряду, який парламент проголосував 239 голосами «За» народних депутатів.
17 травня 2019 року міністр закордонних справ України Павло Клімкін заявив, що йде у відставку 20 травня.

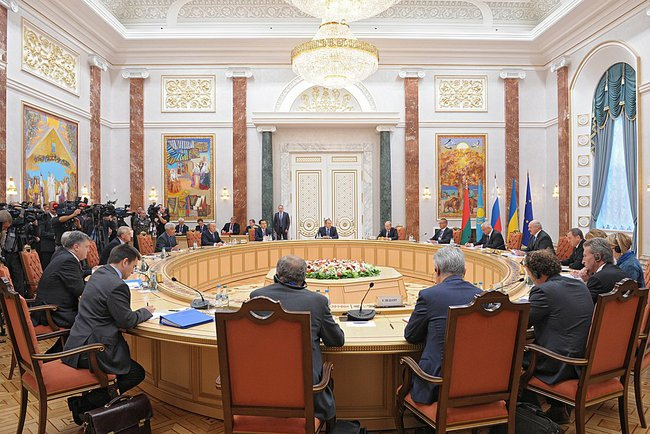
Павло Клімкін (ліворуч) у складі української делегації на, так званому «Мінському саміті», 26 серпня 2014

#### Робота у сфері національної безпеки
23 червня 2014 року, згідно з указом Президента України № 549/2014, Павла Клімкіна, як міністра закордонних справ, було призначено членом Ради національної безпеки та оборони.. Вже на початку своєї роботи Клімкін лобіював визнання так званих «ДНР» і «ЛНР» терористичними організаціями. Також в одному з інтерв'ю він назвав збиття Boeing 777 біля Донецька «актом терору» і це порівняв з терористичним актом 11 вересня. Також Клімкін підкреслив, що Україна здатна забезпечити мир на Донбасі, якщо Росія припинить допомогу терористам. Окрім того, міністр зауважив, що Україна отримує допомогу інших держав, однак ця допомога не передбачає доступу збройних сил інших країн на територію України. Проте, за словами Павла Клімкіна, українській державі потрібна, насамперед, військова допомога.
Міністр також запевнив, що у зовнішньополітичного відомства є дві ідеї забезпечення національної безпеки України. Перша базується на договорі про Асоціацію між Європейським Союзом та Україною і полягає у створенні так званих бойових тактичних груп з різними країнами-членами Союзу. А друга ідея полягає у тому, щоб Україна разом зі своїми східноєвропейськими партнерами, зокрема, Грузією та Молдовою стали союзниками НАТО, не набуваючи членства в альянсі. Він також зазначив, що набуття статусу «союзника НАТО» не має прямого відношення до вступу України до Північноатлантичного альянсу. Окрім того, у ході поглиблення співпраці з альянсом, Клімкін домігся того, що за кілька місяців в Україні запрацювали чотири трастові фонди НАТО.

#### Реформа дипломатичного корпусу
Після призначення Клімкіна міністром багато послів України були відкликані з країн, де перебували, що було пов'язано з очікуваними кадровими змінами. Окрім того Павло Клімкін запропонував запровадити тестування для працівників дипломатичної служби, яке мало б стати визначальним при прийнятті на роботу та отриманні закордонних призначень. Зокрема тести, які мають складати дипломати, будуть складатися з п'яти блоків: «Україна» (історія, культура й економіка), «Світова культура», «Країнознавство» (історія, політика, економіка та культура країн перебування), «Спеціалізація» (економіка, європейська інтеграція, міжнародні організації та право, консульські питання), а також «Дипломатичний протокол». Окрім того, планується запровадити спеціальні тренінги для дипломатів, а також введення правила обов'язкового володіння мінімум двома іноземними мовами. За розрахунками команди міністра таку систему планується запровадити вже з 2015 року.
За словами Павла Клімкіна, ставши керівником міністерства закордонних справ України, він вирішив запровадити так звані «хабові посольства» для того, щоб бачити ситуацію не лише в окремих державах, але й в усьому регіоні. Також він додав, що Україна — важлива європейська країна з певними глобальними амбіціями, тому такі хабові посольства планується впровадити не лише там, де є класичні партнери як Сполучені Штати Америки і Європейський Союз, але й у Китаї, Південно-Східній Азії, Південній Америці тощо.

### Діяльність після посади Міністра закордонних справ
В листопаді 2020 року Руслан Рябошапка разом із Міністром фінансів України (2016—2018) Олександром Данилюком та Міністром закордонних справ (2014—2019) Павлом Клімкіним заснували Центр національної стійкості та розвитку.
2 липня 2024 року ексміністра закордонних справ Павла Клімкіна заочно арештував Басманний районний суд Москви. Із заяв випливає, що українському експосадовцю у Росії оголосили обвинувачення за ч. 1 ст. 356 Кримінального кодексу РФ — «Застосування заборонених засобів і методів ведення війни».

## Критика
26 листопада 2016 року, після смерті Фіделя Кастро, пан Клімкін з теплотою згадав кубинського керівника: «Фідель залишиться легендою. Він мав мрії й ідеали, хотів зробити їх реальністю, надихав. Але робив помилки».

## Нагороди та почесні звання
- Орден «За заслуги» III ст. (19 червня 2017) — за значний особистий внесок у реалізацію євроінтеграційних прагнень України, запровадження Європейським Союзом безвізового режиму, зміцнення міжнародного авторитету держави, багаторічну плідну працю та високий професіоналізм[44].
- Почесна грамота Кабінету Міністрів України (серпень 2009).
- Подяка Міністерства закордонних справ України (грудень 2009)[2].

## Особисті дані

### Родина та особисте життя
Як зазначають журналісти української служби BBC, у військовому квитку міністра зазначено, що за національністю він росіянин.
Має двох синів 2004 і 2008 років народження. Станом на 2014 рік дружиною Павла Клімкіна була Наталія Клімкіна, яка також працювала дипломатом. Вона обіймала посаду першого секретаря Посольства України в Нідерландах і відповідала за питання культури та політики.
За даними декларації за 2015 рік дружиною Павла Анатолійовича є Марина Юріївна Михайленко — заступниця голови департаменту зовнішньої політики Адміністрації Президента України, яка з 2023 року обіймає посаду Надзвичайного та Повноважного Посла України в Португалії. Її батько й тесть Павла Клімкіна — генерал збройних сил РФ Юрій Михайленко, який був нагороджений медаллю «За повернення Криму».
Дружина міністра закордонних справ України Марина Михайленко також прокоментувала цю ситуацію на своїй сторінці в Фейсбуці:
|  | Я не збираюся відмовлятися від свого батька, незважаючи на те, що вже деякий час не спілкуюся з ним. Я буду завжди вдячна моїм батькам за все, що вони для мене зробили. Російська агресія руйнує не тільки будинки, вона руйнує багаторічну дружбу і сім'ї, розводить по різні боки барикад навіть найближчих людей. Це трагедія багатьох українських сімей, і кожній з них цей біль доводиться переживати особисто. Мені ж публічно. Цілком очевидно, що за відсутності інших аргументів і фактів, мене і мою сім'ю можуть активно використовувати проти мого чоловіка. На те вона і інформаційна війна. Зрозуміло, що його професіоналізм і патріотизм дуже сильно комусь заважають |

Клімкін володіє російською, англійською та німецькою мовами, має базові знання французької й іспанської мов.

### Декларування доходів і майна
Згідно з декларацією про доходи за 2013 рік, Клімкін заробив у 2013 році 44 тисячі гривень, а члени його сім'ї — 537 тисяч гривень, у тому числі 521 з них було отримано від передачі в оренду майна. Сім'я володіла двома машинами — BMW X5 та Škoda Felicia, 2008 і 2000 років випуску. Окрім того, члени родини володіли двома квартирами на приблизно 50 і 164 квадратних метрів. Станом на кінець 2014 року Павло Анатолійович Клімкін заробив у тому році 99 тисяч гривень, а члени його сім'ї — 149 тисяч гривень, у тому числі 132 з них було отримано від передачі в оренду майна.
Станом на той же рік він заробив 611 тисяч гривень, у тому числі дохід від відчуження майна — 536 тисяч гривень. Члени родини також заробили 369 тисяч гривень, у тому числі дохід від відчуження майна — 215 тисяч гривень. Станом на той же рік члени сім'ї Клімкіна володіли земельною ділянкою площею 1000 квадратних метрів і двома квартирами — 68 і 30 (третина жилої площі) квадратних метрів. Також автомобіль Škoda 2000 року залишався на той час у власності міністра, а у членів родини був автомобіль Volvo S40 2008 року.